# Зіткнення супутників Космос-2251 і Iridium 33

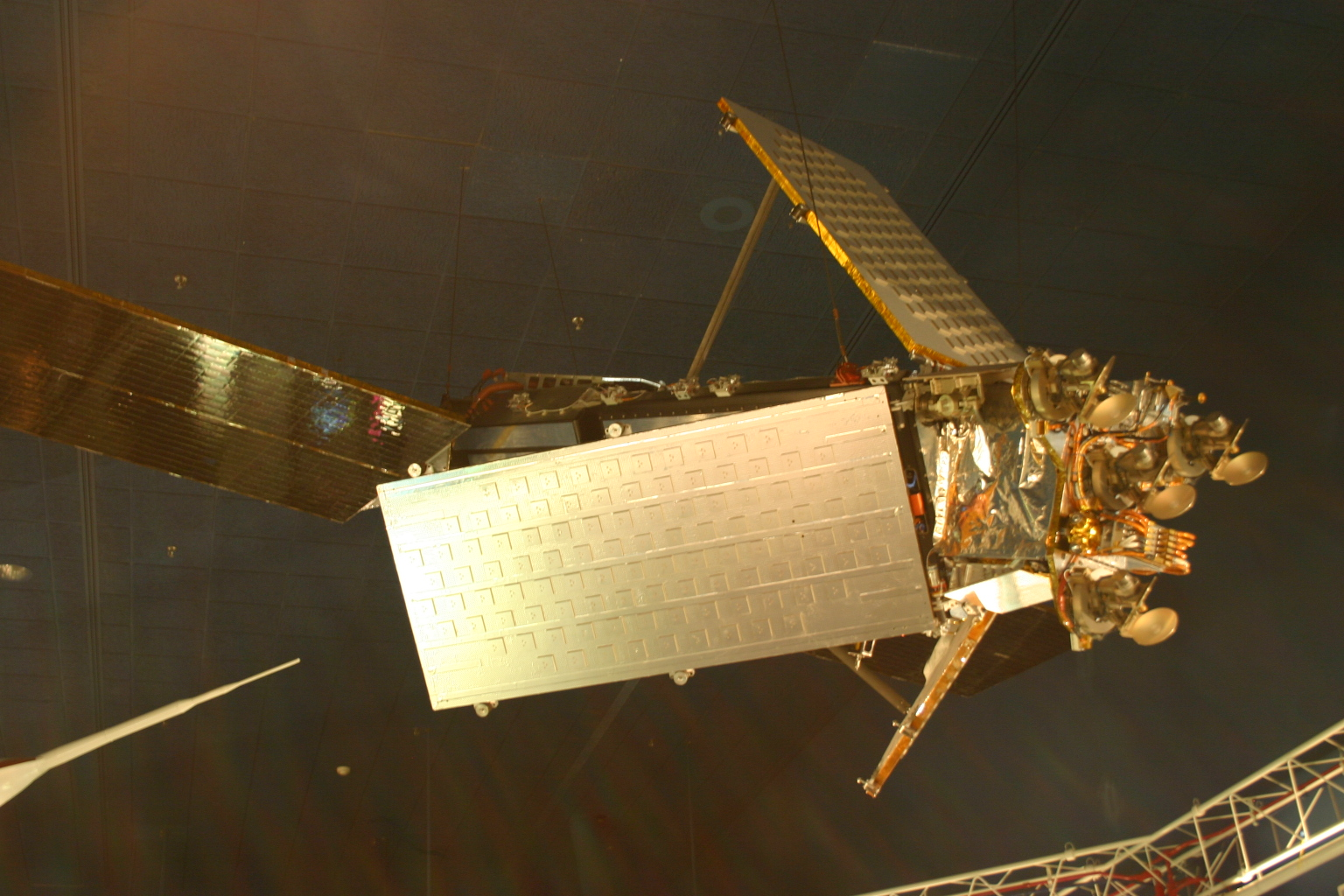
Копія супутника системи Іридіум

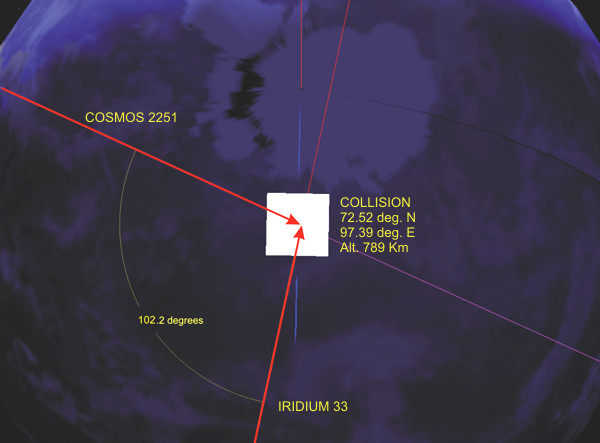
Схема зіткнення

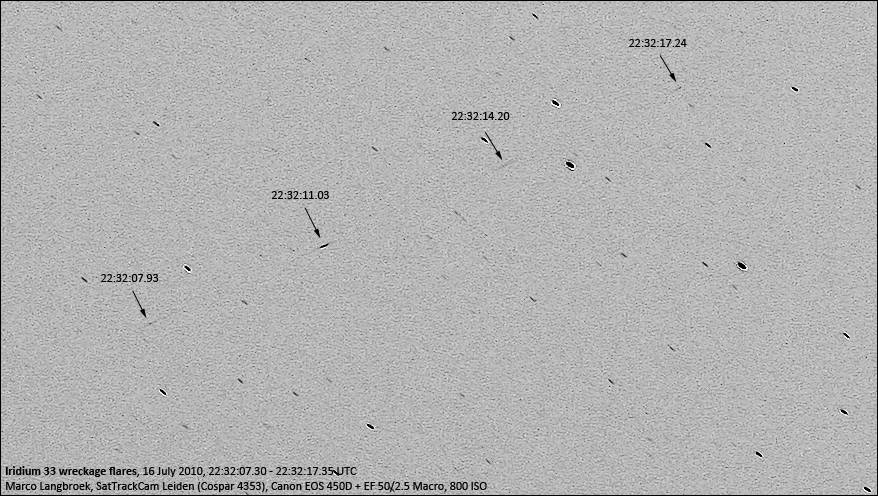
Спалахи створені падінням основної частини уламків Iridium 33

Зіткнення супутників Космос-2251 і Iridium 33 — перший випадок зіткнення двох штучних супутників у космосі. Зіткнення сталося 10 лютого 2009 над територією Російської Федерації (північ Сибіру), на висоті 789 кілометрів. Штучні супутники — Космос-2251, що належав Космічним військам Росії, виведений на орбіту в 1993 році і функціонував до 1995 року, і Iridium 33, один з 72 супутників оператора супутникового телефонного зв'язку Ірідіум, запущений на орбіту в 1997 році, внаслідок зіткнення зруйнувалися повністю. Маса американського супутника Ірідіум становила 600 кг, а російського апарата Космос-2251 — 1 тонну. У результаті зіткнення утворилося близько 600 уламків.

## Загроза МКС та іншим об'єктам
Представник Національного аерокосмічного агентства США Ніколас Джонсон (Nicholas Johnson) заявив, що при зіткненні деякі уламки могли перейти на інші сусідні орбіти, однією з яких є орбіта МКС. За його словами, ці уламки можуть пошкодити станцію. Іншої точки зору дотримується представник Центру управління польотами. Він заявив, що станція перебуває на висоті 350 кілометрів, а зіткнення сталося на висоті близько 805 кілометрів, тому станція і фрагменти зруйнованих апаратів не можуть бути на одній висоті. На його думку, уламки згодом будуть знижуватися, але зараз про це говорити ще рано. Також співробітник ЦУПа уточнив, що угруповання Роскосмосу перебувало на орбіті, відмінній від орбіти супутників, що зіткнулися, а тому також не постраждало.
Щоб уникнути зіткнення з уламком російського супутника «Космос-2251», європейському вантажному кораблю «Йоганн Кеплер» довелося збільшити висоту польоту Міжнародної космічної станції майже на кілометр.
Двигуни корабля, пристикованого до російського модуля «Звєзда», запустили 2 квітня 2011 в 5:36 за київським часом і збільшили швидкість польоту станції на 0,5 м/сек. Внаслідок маневру ухилення від космічного сміття висота польоту МКС збільшилася на 800 метрів.